# Eustomias similis
Eustomias similis es una especie de pez de la familia Stomiidae en el orden de los Stomiiformes.

## Morfología
• Las hembras pueden llegar alcanzar los 11,8 cm de longitud total.

## Hábitat
Es un pez de mar y de aguas  subtropicales que vive hasta 1.000 m de profundidad.

## Distribución geográfica
Se encuentra en el Mar del Coral, cerca de las Hawái y el noroeste del Pacífico.